# Liste der Biografien/Fraz
Liste der Biografien |
Portal Biografien |
Personensuche
# |
A |
B |
C |
D |
E |
F |
G |
H |
I |
J |
K |
L |
M |
N |
O |
P |
Q |
R |
S |
T |
U |
V |
W |
X |
Y |
Z |
?
 
Fa |
Fe |
Ff |
Fh |
Fi |
Fj |
Fk |
Fl |
Fm |
Fn |
Fo |
Fr |
Ft |
Fu |
Fy
 
Fra |
Frc |
Fre |
Frg |
Fri |
Frk |
Frl |
Fro |
Fru |
Fry
 
Fraa |
Frab |
Frac |
Frad |
Frae |
Fraf |
Frag |
Frah |
Frai |
Fraj |
Frak |
Fral |
Fram |
Fran |
Frao |
Frap |
Fraq |
Frar |
Fras |
Frat |
Frau |
Frav |
Fraw |
Fray |
Fraz
Die Liste der Biografien führt alle Personen auf, die in der deutschsprachigen Wikipedia einen Artikel haben. Dieses ist eine Teilliste mit 62 Einträgen von Personen, deren Namen mit den Buchstaben „Fraz“ beginnt.

## Fraz

### Fraza
- Frazão, Aline (* 1988), angolanische Singer-Songwriterin
- Frazar, Lether (1904–1960), US-amerikanischer Politiker

### Fraze
- Frazee, Logan R. (1913–1996), US-amerikanischer Spezialeffektkünstler
- Frazee, Terry D., Spezialeffektkünstler
- Frazelle, Kenneth (* 1955), US-amerikanischer Komponist
- Frazen, Robert, US-amerikanischer Filmeditor
- Frazen, Stanley (1919–2011), US-amerikanischer Filmeditor
- Frazer, Alfonso (* 1948), panamaischer Boxer im Halbweltergewicht
- Frazer, Charles (1788–1831), australischer Botaniker und Entdecker
- Frazer, Dan (1921–2011), US-amerikanischer Schauspieler
- Frazer, Dion (* 1981), belizischer Fußballspieler
- Frazer, James George (1854–1941), schottischer Ethnologe und Klassischer PhilologeJames George Frazer (1854–1941)

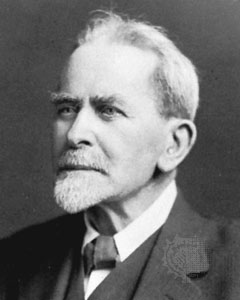
James George Frazer (1854–1941)

- Frazer, John Wesley (1827–1906), General der Konföderierten im Amerikanischen Bürgerkrieg
- Frazer, Joseph Washington (1892–1971), US-amerikanischer Unternehmer
- Frazer, Lucy (* 1972), britische Juristin und konservative Politiker
- Frazer, Merlene (* 1973), jamaikanische Leichtathletin
- Frazer, Robert (1891–1944), US-amerikanischer Schauspieler
- Frazer, Victor O. (* 1943), US-amerikanischer Politiker der Amerikanischen Jungferninseln
- Frazetta, Frank (1928–2010), US-amerikanischer IllustratorFrank Frazetta (1928–2010)

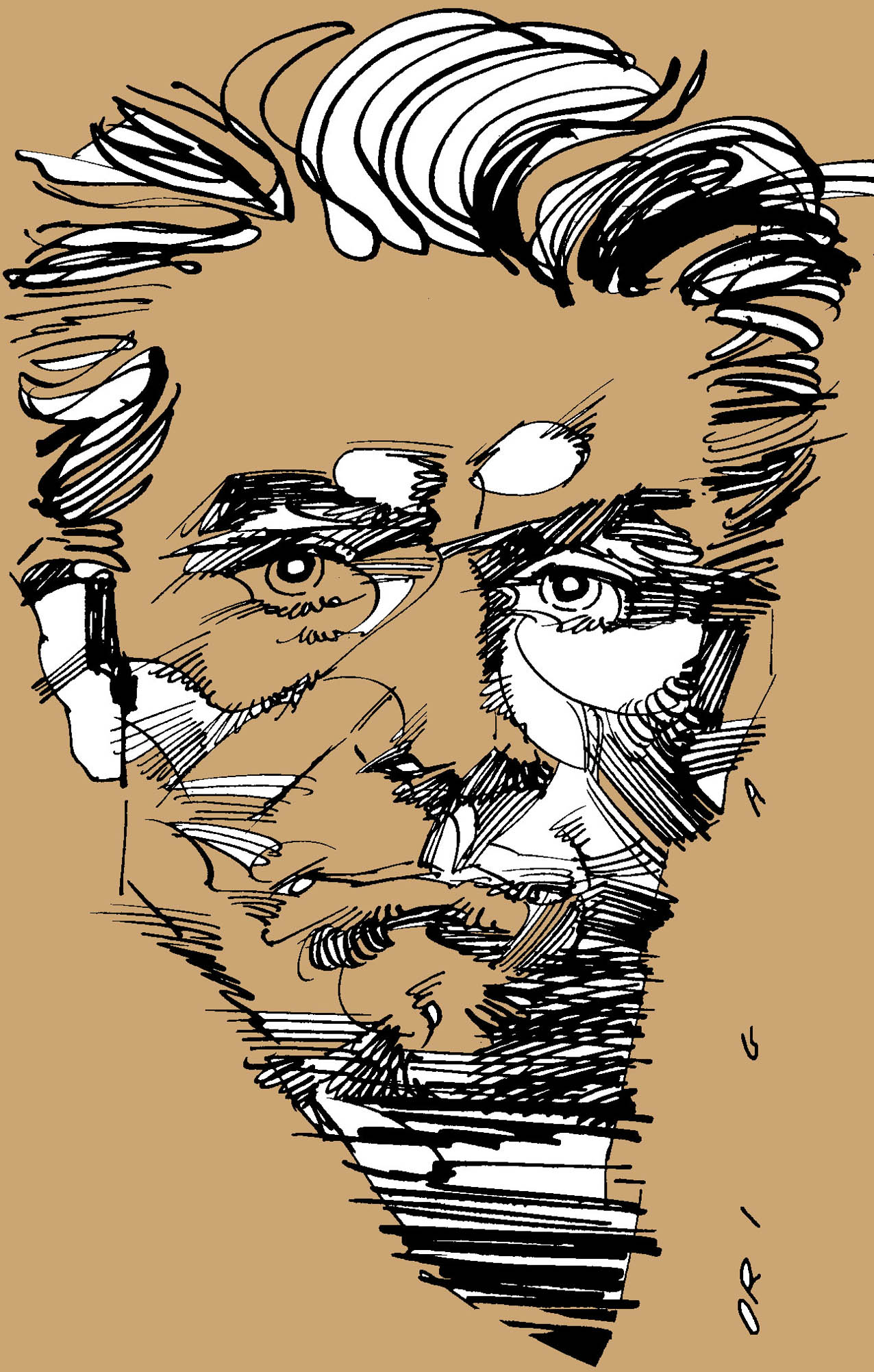
Frank Frazetta (1928–2010)

### Frazi
- Frazier, Amy (* 1972), US-amerikanische Tennisspielerin
- Frazier, Angelo, US-amerikanischer Basketballspieler
- Frazier, Brandon (* 1992), US-amerikanischer Eiskunstläufer
- Frazier, Brenda (1921–1982), US-amerikanische Prominente
- Frazier, C. M., US-amerikanischer Jurist und Politiker (Republikanische Partei)
- Frazier, Charles (* 1930), US-amerikanischer Videokünstler
- Frazier, Charles (* 1950), US-amerikanischer Schriftsteller
- Frazier, Charlie (1907–2002), US-amerikanischer Jazzmusiker (Tenorsaxophon, auch Flöte, Klarinette)
- Frazier, Chester (* 1986), US-amerikanischer Basketballspieler
- Frazier, Chris (* 1990), deutschamerikanischer Basketballspieler
- Frazier, Cie (1904–1985), US-amerikanischer Jazzmusiker
- Frazier, Dallas (1939–2022), US-amerikanischer Country-Musiker
- Frazier, Darnella (* 2003), US-amerikanische Frau
- Frazier, Dick (1918–1995), US-amerikanischer Autorennfahrer
- Frazier, E. Franklin (1894–1962), US-amerikanischer Soziologe
- Frazier, Herman (* 1954), US-amerikanischer Sprinter und Olympiasieger
- Frazier, Holly (* 1970), US-amerikanische Reality-TV-Teilnehmerin, Schauspielerin, Autorin und Influencerin
- Frazier, Ian (* 1951), US-amerikanischer Schriftsteller
- Frazier, Jake, US-amerikanischer Jazzposaunist
- Frazier, James B. (1856–1937), US-amerikanischer Politiker
- Frazier, James Beriah junior (1890–1978), US-amerikanischer Politiker
- Frazier, Joe (1944–2011), US-amerikanischer BoxerJoe Frazier (1944–2011)

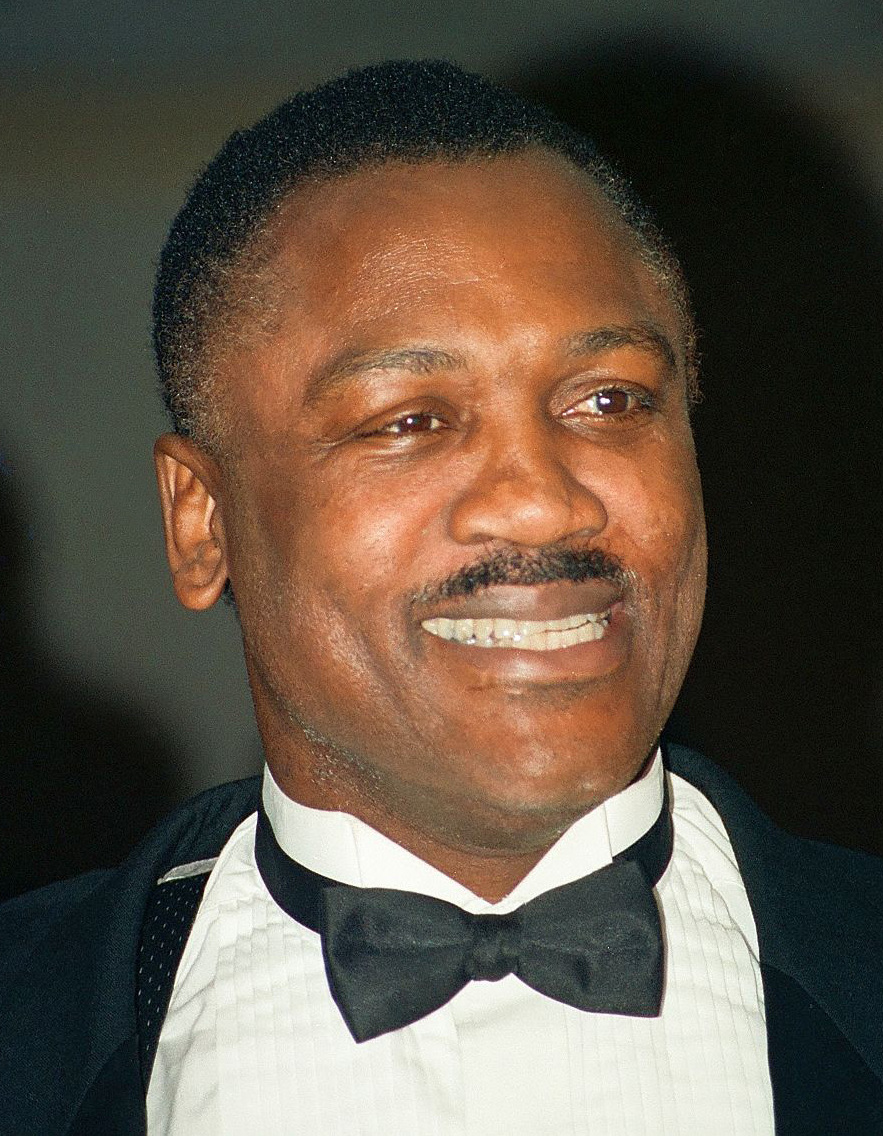
Joe Frazier (1944–2011)

- Frazier, John (* 1944), US-amerikanischer Spezialeffektkünstler
- Frazier, John Linley († 2009), US-amerikanischer Mörder
- Frazier, Kenneth (* 1954), US-amerikanischer Manager
- Frazier, Larry, US-amerikanischer Jazzmusiker
- Frazier, LaToya Ruby (* 1982), US-amerikanische Photographin und Videokünstlerin
- Frazier, Leslie (* 1959), US-amerikanischer American-Football-Trainer
- Frazier, Lynn (1874–1947), US-amerikanischer Politiker
- Frazier, Marvis (* 1960), US-amerikanischer Boxer
- Frazier, Maude (1881–1963), US-amerikanische Politikerin
- Frazier, Nelson (1971–2014), US-amerikanischer WrestlerNelson Frazier (1971–2014)

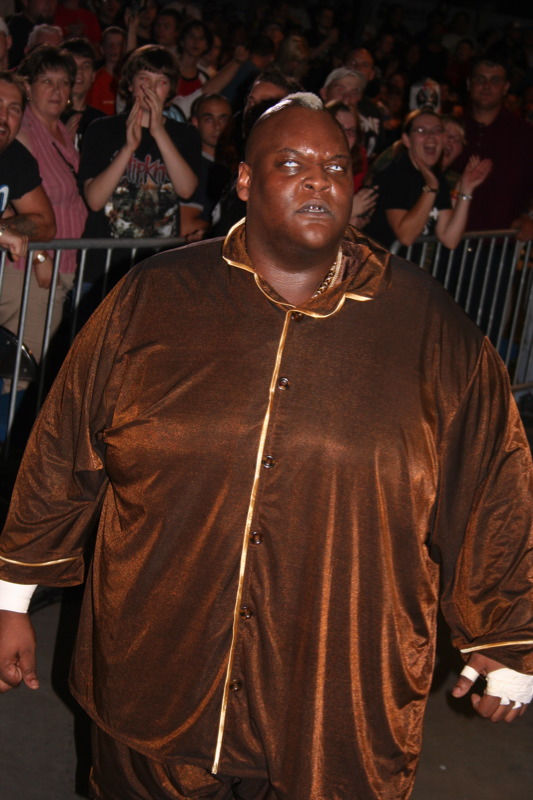
Nelson Frazier (1971–2014)

- Frazier, Ron (1939–2003), US-amerikanischer Film- und Theaterschauspieler
- Frazier, Ted (1907–1971), US-amerikanischer Eishockeytorwart
- Frazier, Thyrsa Anne (1930–1999), amerikanische Mathematikerin und Hochschullehrerin
- Frazier, Vanessa (* 1969), maltesische Diplomatin und Botschafterin
- Frazier, Walt (* 1945), US-amerikanischer Basketballspieler
- Frazier, Winsome (* 1982), US-amerikanischer Basketballspieler
- Frazier-Lyde, Jackie (* 1961), US-amerikanische Boxerin
- Frazin, Gladys (1900–1939), US-amerikanische Film- und Theaterschauspielerin

### Frazz
- Frazzi, Andrea (1944–2006), italienischer Regisseur
- Frazzi, Antonio (* 1944), italienischer Regisseur
- Frazzi, Vito (1888–1975), italienischer Komponist und Musikpädagoge